# Charles Giron

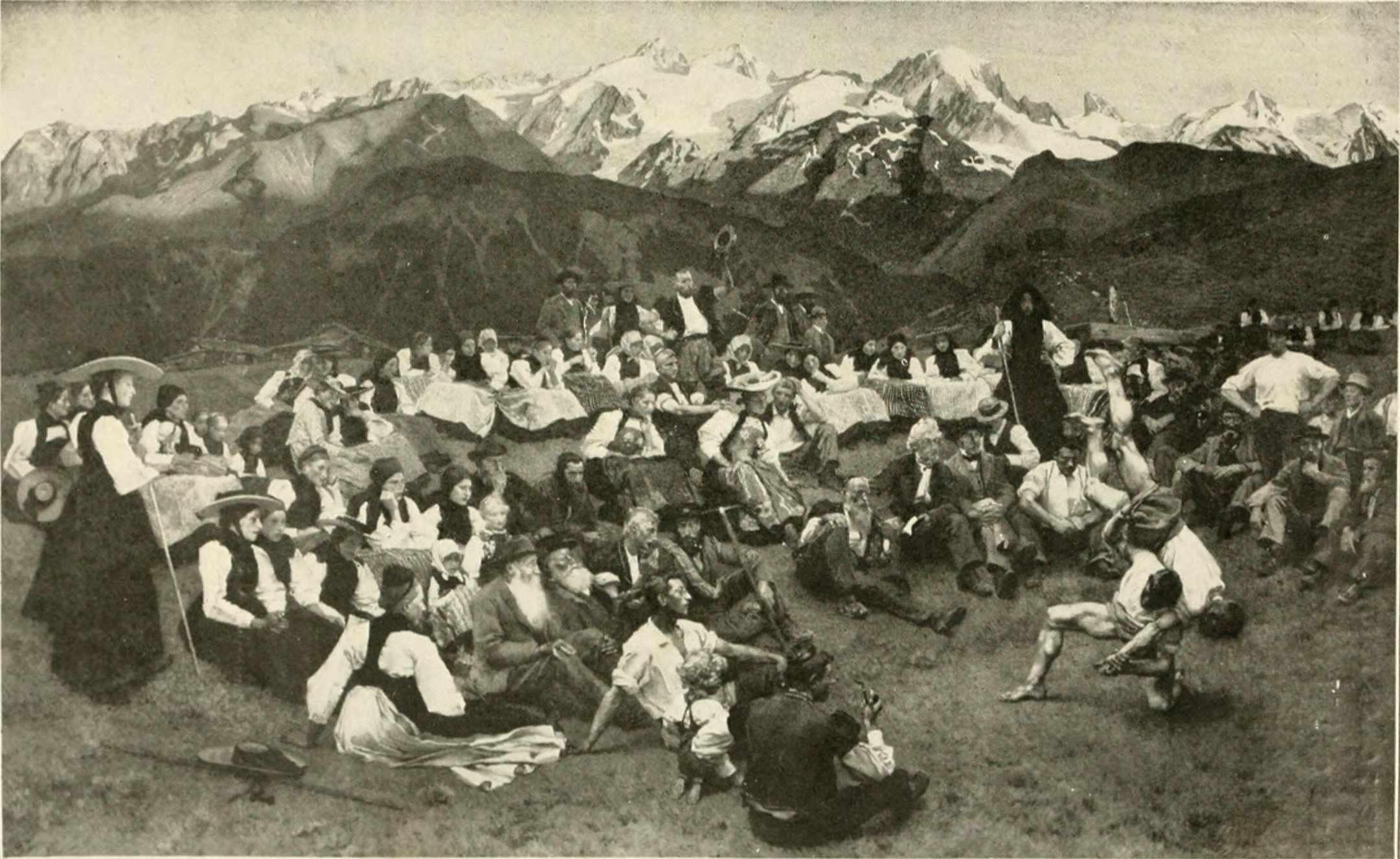
Une fête dans les Hautes Alpes av Giron.

Charles Alexandre Giron, född 2 april 1850, död 9 juni 1944, var en schweizisk målare.
Giron, som var lärjunge till Alexandre Cabanel, var bosatt i Paris och Cannes samt slutligen vid Genèvesjön. Hans mest kända arbeten är kolossalmålningar med motiv från de schweiziska bergen och staffage av bönder, såsom i målningen Fest i Berner Oberland (Berns museum). Giron var främst som porträttmålare, bland dessa märks porträtt av Albert Bartholomé, Ignaz Paderewski och Benoît-Constant Coquelin.